# Abies spectabilis
Abies spectabilis (ялиця східногімалайська) — вид ялиць родини соснових.

## Морфологічна характеристика
Дерево заввишки до 60 метрів з діаметром на висоті грудей до 1,5 метрів. Крона широко конічна. Гілки далеко виступають, горизонтальні. Кора темно-сіра, груба і луската. Пагони червоно-коричневі, глибоко рифлені, запушені в жолобах. Бруньки великі, кулясті, смолисті. Голки від 2,5 до 6 см в довжину і від 2,5 до 3,5 міліметрів завширшки; вони жорсткі, з виїмчастими вершинами; верхня поверхня темно-зелена і глянсова; на нижній — дві широкі білі смуги. Шишки циліндричні, 14–20 см завдовжки і діаметром близько 7 см, фіолетово-пурпурові, коли молоді, пізніше коричневі. Насіння ≈ 1 см завдовжки й має широкі клиноподібні крила.

## Поширення
Країни поширення: Афганістан; Китай (Тибет); Індія (Хімачал-Прадеш, Джамму та Кашмір, Уттар-Прадеш); Непал; Пакистан.

## Екологічна приуроченість
Є панівним деревом у лісах центральних та західних Гімалаїв, особливо з ≈ 3000 м до 4000 м, з рідкісними випадків на хребтах нижче цієї висоти. Потребує прохолодних вологих умов біля коріння, тому росте найкраще на північних схилах і часто поступається травам або чагарникам на південних схилах. Росте на вологих, від кислих до нейтральних, від піщано-гумусних до піщаному гравійних чи кам'янистих, неглибоких ґрунтах. Вид помірно морозостійкий.

## Використання
Забезпечує корисну деревину, яка доступна у великих розмірах.

## Загрози та охорона
Ліс постраждав через важке зневоднення, особливо на більш низьких висотах, від заготівлі лісу і збезлісення. Вид, як повідомляється, був втрачений у найсхіднішому Східному Непалі в останні 20 років. Вирубка лісів і перетворення земель в сільське господарство є найбільшою загрозою. Вид знаходиться в деяких заповідниках в Непалі та Індії.